# 刘育亭
刘育亭（1928年—），男，江苏东台人，中国有机化学家，曾任新疆大学化学系教授，中国化学会理事。